# Nosso Lar
Nosso Lar é uma obra psicografada, e o primeiro dos treze livros da série espírita A Vida no Mundo Espiritual, também conhecida como Série Nosso Lar, criada pelo médium brasileiro Chico Xavier.
Lançado em 1944, o romance Nosso Lar é um clássico da literatura espírita brasileira, que versa sobre os primeiros anos do médico André Luiz, após seu desencarne, em Nosso Lar, uma colônia espiritual onde se reúnem espíritos para aprender e trabalhar entre uma encarnação e outra. O romance levanta questões acerca do sentido do trabalho justo e dignificante, e da Lei de causa e efeito, a que todos os espíritos, segundo o espiritismo, estariam submetidos.
Nosso Lar obteve o primeiro lugar entre os dez melhores livros espíritas publicados no século XX, segundo pesquisa realizada em 1999 pela Candeia Organização Espírita de Difusão e Cultura.

## Enredo
No livro, André Luiz apresenta-se como um estudioso do mundo espiritual, "traduzindo" as suas percepções de forma didática para que possam ser entendidas pelos encarnados. Descreve com riqueza de detalhes a colônia de apoio Nosso Lar, com as suas construções (principalmente as casas de repouso para os recém desencarnados), o seu sistema de transporte e os Ministérios de Trabalho. Segundo André Luiz, a forma de organização da colônia, e de como se dão os trabalhos, são concepções criadas pelos espíritos superiores, e visam disponibilizar uma assistência permanente aos homens desencarnados e, inclusive, encarnados.

## Personagens principais
- André Luiz (espírito), personagem principal
- Laura (mãe de Lísias)
- Lísias (amigo de André Luiz em Nosso Lar)
- Narcisa (enfermeira da colônia Nosso Lar, trabalha prestando assistência espiritual aos recém-chegados)
- Clarêncio (Um dos Ministros de Nosso Lar. Resgatou André Luiz do umbral, sendo este um de seus tutelados)

## Impacto
Até o ano de 2010 o livro já possuía mais de 2 milhões de exemplares vendidos. O livro já foi traduzido para o inglês, alemão, francês, espanhol, esperanto, russo, japonês, tcheco, Braille e grego.

## Adaptações
Sendo um dos mais bem sucedidos livros da obra psicográfica de Chico Xavier, Nosso Lar já foi adaptado para diversas mídias, dentre elas uma audionovela e um filme longa metragem com o mesmo título do livro, lançado no dia 3 de setembro de 2010, além de ter inspirado duas telenovelas.

### Audionovela
Com produção realizada pela editora Elevação a partir da iniciativa de José de Paiva Netto, a audionovela Nosso Lar foi realizada sob a direção e adaptação do diretor de TV Paulo Figueiredo. Diferentemente de audiolivros convencionais onde normalmente a obra é lida em sua inteireza - ou às vezes de forma condensada - por apenas uma pessoa, a audionovela Nosso Lar é em formato semelhante às novelas de rádio, onde há a representação dos personagens, efeitos sonoros e músicas. Na produção as vozes dos personagens são realizadas por grandes dubladores de superproduções de Hollywood.

### Telenovelas
A novelista Ivani Ribeiro teve o livro Nosso Lar entre suas bases para escrever a novela A viagem (1975), a qual teve um remake homônimo (1994). Ambas as produções obtiveram grande sucesso, e impulsionando a venda de literatura relacionada ao tema.

### Filme
Um longa metragem homônimo, dirigido e roteirizado por Wagner de Assis, foi lançado em 3 de setembro de 2010. O filme conta com alguns atores e atrizes bastante conhecidos da teledramaturgia brasileira como Othon Bastos, Ana Rosa e Paulo Goulart, dentre outros. O filme alcançou um público de 1,6 milhão de espectadores nos cinemas em 10 dias de exibição, e ao todo, foi visto por mais de 4 milhões de espectadores nos cinemas.